# علامة البرج

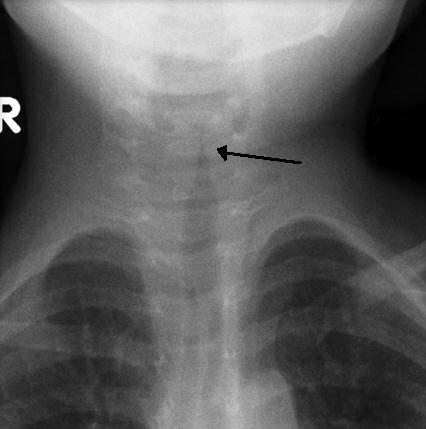
صورة شعاعية امامية تُظِهر علامة البرج في طفل مُصاب بالخانوق.

علامة البرج هي علامة إشعاعية تظهر في الصور الإشعاعية للرقبة في المرضى الذين يعانون من تضييق في القصبة الهوائية تحت اللسان وتظهر القصبة الهوائية بشكل برج الكنيسة نفسها. تعتبر علامة البرج علامة تشخيصية للإصابة بالخانوق، و الذي عادةً تسببه الفيروسات المخاطية. يمكن تعريفه أيضًا بأنه الاستعاضة عن المظهر التربيعي المعتاد للقصبة تحت المنطقة المخروطية الضيقة بعيدًا عن الحبال الصوتية. وهذا ما يسمى بعلامة البرج أو بعلامة قلم رصاص.

## الروابط الخارجية
- صورة شعاعية أمامية تظهر علامة البرج